# 博内塔布勒
博内塔布勒（法語：Bonnétable，法語發音：[bɔnetabl]）是法国萨尔特省的一个市镇，属于马梅尔斯区。

## 地理
博内塔布勒（48°10'43"N, 0°25'32"E）面积40.08 平方千米，位于法国卢瓦尔河地区大区萨尔特省，该省份为法国西北部内陆省份，北起顺时针与奥恩省、厄尔-卢瓦省、卢瓦-谢尔省、安德尔-卢瓦尔省、曼恩-卢瓦尔省和马耶讷省接壤，是法国大西部的入口，连接卢瓦尔河谷、布列塔尼和巴黎盆地。
与博内塔布勒接壤的市镇（或旧市镇、城区）包括：鲁佩鲁勒科凯、普雷韦勒、托尔塞昂瓦莱、布里奥讷莱萨布勒、圣但尼德库德赖、圣乔治迪罗赛。

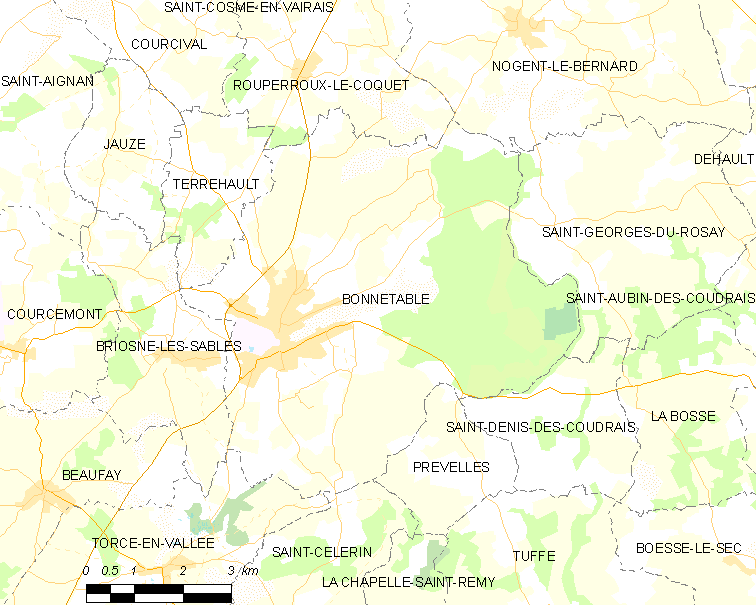
博内塔布勒的OSM定位图

博内塔布勒的时区为UTC+01:00、UTC+02:00（夏令时）。

## 行政
博内塔布勒的邮政编码为72110，INSEE市镇编码为72039。

## 政治
博内塔布勒所属的省级选区为博内塔布勒县。

## 人口

1962-2008年间博内塔布勒人口变化图示

博内塔布勒于2022年1月1日时的人口数量为3721人。